# بيدرو بيريز (لاعب كرة قدم)
بيدرو بيريز (بالإسبانية: Pedro Jesús López Pérez de Tudela)‏ (25 أغسطس 1983 في إسبانيا - ) هو لاعب كرة قدم إسباني في مركز الدفاع. شارك مع منتخب إسبانيا تحت 19 سنة لكرة القدم. أما مع النوادي، فقد لعب مع ريال مدريد ج وريال مدريد كاستيا ونادي جنوى ونادي كارتاخينا ونادي ميكا ونادي توريفايخا ‏ وCF La Unión ‏ ونادي أريتسو.

## وصلات خارجية
- بيدرو بيريز على موقع قاعدة بيانات كرة القدم.إي يو (الإنجليزية)
- بيدرو بيريز على موقع Soccerway.com (الإنجليزية)